# Brem (plaats)
Brem is een buurtschap  in de gemeente Tilburg in de Nederlandse provincie Noord-Brabant. Het ligt in het noordoosten van de gemeente tussen Udenhout en Berkel-Enschot.
Noord-Brabant: Steden en dorpen      Nederland: Provincies · Gemeenten